# The Burning Red
The Burning Red es el tercer álbum de la banda norteamericana de groove metal Machine Head, que vio la luz el 9 de agosto de 1999. Este fue el segundo disco de la banda con mayor éxito de ventas en Estados Unidos, ya que vendió más álbumes en tres años que Burn My Eyes en ocho (1994-2002). El álbum ha vendido más de 134.000 copias en los EE. UU. y fue certificado plata en el año 2011 por la BPI debido a las ventas de más de 60.000 unidades en el Reino Unido.

## Letras y Música
El guitarrista de Machine Head, Logan Mader dejó la banda en 1998 después del lanzamiento del álbum The More Things Change ...; fue reemplazado por Ahrue Luster. Con la grabación de The Burning Red, la banda añadió nuevos elementos a su música, incluyendo una pequeña cantidad de voces rapeadas, un movimiento que algunos creen que habría sido influenciado por el mismo Luster.
El álbum muestra a la banda experimentar musicalmente: usando una base de batería de música disco en "The Blood, The Sweat, The Tears", poniendo algunas voces rapeadas en "Desire To Fire" y una capa de voces susurrantes en "Silver". Citando la necesidad de incorporar algunas pistas como Lado B, el productor Ross Robinson animó a la banda para grabar una versión con un sonido suave de la canción "Message in a Bottle" de The Police,  después de escuchar a Robb Flynn experimentar con él durante los ensayos. La canción terminó en el álbum, no usado como Lado B. Joel McIver dijo que cualquiera que desestima el álbum como nu metal o no lo ha escuchado o no es un fanático del "apasionado y atmosférico Groove Metal en el que Machine Head se estaba centrando en el escenario." Rick Anderson de AllMusic llamó al álbum "aggro-metal" . En respuesta a los críticos, McClain (el baterista) dijo que la banda no estaba tratando de emular las tendencias populares; simplemente "querían sonar diferente". Flynn dijo que la banda había sido encasillada por los que se quejaron de que los dos primeros discos eran demasiado similares entre sí, por lo que la banda había decidido llegar a alcanzar diferentes influencias para ese proyecto.
Amy Sciaretto de CMJ dijo que, a pesar de la presencia de Robinson que había producido para Limp Bizkit y Korn, The Burning Red muestra la progresión del "visceral y triturador" sonido de la banda en lugar de una imitación de Korn.
La canción "Five" es sobre un incidente de abuso sexual que Flynn sufrió como un niño de cinco años de edad. Flynn dijo que la grabación de la canción fue bastante difícil para él; nunca se tocaría en vivo en un escenario.

## Recepción
El álbum fue añadido a las listas de radio de Estados Unidos el 12 de julio de 1999 y fue lanzado a la venta al por menor el 27 de julio. The Burning Red fue bien recibido por la crítica, y se vendió bien, pero el cambio de imagen en la banda y la dirección musical fue muy criticado, con críticos y aficionados por igual acusando a la banda de "venderse". Sin embargo, Rick Anderson de Allmusic estuvo entre los que alabaron el álbum, indicando que Machine Head estaba "sonando un poco más flexible y menos restringido musicalmente de lo que habían hecho en el pasado".
David Jarman escribió para CMJ que el álbum era "básicamente Aggro usual y comercial" para fanáticos que ya estaban familiarizados con la "agresión y alienación" de las tendencias musicales del Metal , de finales de los años 90, pero que los oyentes podían esperar deleitarse sin duda con el "crujido atronador y visceral" del álbum. The Burning Red se convirtió en el álbum más vendido de Machine Head por un número de años y debutó como número 88 en el Billboard 200.

## Lista de canciones
1. "Enter the Phoenix" – 0:53
2. "Desire to Fire" – 4:49
3. "Nothing Left" – 4:05
4. "The Blood, the Sweat, the Tears" – 4:11
5. "Silver" – 3:52
6. "From This Day " – 3:56
7. "Exhale the Vile" – 4:57
8. "Message in a Bottle" (versión de The Police) – 3:32
9. "Devil with the King's Card" – 4:05
10. "House of Suffering" (versión de Bad Brains) [*]
11. "Alcoholocaust" [*]
12. "I Defy" – 3:42
13. "Five" – 5:18
14. "The Burning Red" – 6:44

* Sólo presentes en la edición japonesa.

## Personal
- Robb Flynn - Voz y guitarra
- Adam Duce - Bajo y coros
- Ahrue Luster - Guitarra
- Dave McClain - Batería

## Posición en las listas
| Año(1999)                       | Posición |
| ------------------------------- | -------- |
| Australian Albums Chart         | 30       |
| Austrian Albums Chart           | 22       |
| Belgian Albums Chart (Flanders) | 35       |
| Dutch Albums Chart              | 35       |
| Finnish Albums Chart            | 12       |
| French Albums Chart             | 55       |
| German Albums Chart             | 15       |
| New Zealand Albums Chart        | 47       |
| Norwegian Albums Chart          | 35       |
| Swedish Albums Chart            | 17       |
| UK Album Chart                  | 13       |
| Billboard 200                   | 88       |